# Autocarrier
Autocarrier (därav initialerna A.C.) var ett trehjuligt transportfordon som tillverkades 1904-1910. Framtill på fordonet fanns en lastlåda och föraren var placerad baktill. Transportfordonet hittade snabbt en marknad, bland annat användes det av ett antal butiker i London. En passagerarversion fanns tillgänglig från 1908. Lastlådan var då ersatt med säte för passagerare. Modellen var utrustad med 648 cc luftkyld 1-cylindrig motor och kedjedrift till bakhjulet via tvåväxlad växellåda. 1910 ersattes denna modell av Sociable-modellen.